# Ethiopië op de Olympische Zomerspelen 1980
Ethiopië nam deel aan de Olympische Zomerspelen 1980 in Moskou, Sovjet-Unie. Het Oost-Afrikaanse land had de vorige editie geboycot.

## Medailleoverzicht
| Sport    | Olympiër      | Discipline             | Medaille |
| -------- | ------------- | ---------------------- | -------- |
| Atletiek | Miruts Yifter | 5000m (m)              | Goud     |
| Atletiek | Miruts Yifter | 10000m (m)             | Goud     |
| Atletiek | Mohamed Kedir | 10000m (m)             | Brons    |
| Atletiek | Eshetu Tura   | 3000m steeplechase (m) | Brons    |

## Deelnemers en resultaten per onderdeel

### Atletiek
| Olympiër                                           | Discipline             | Resultaat | Prestatie                                                                       |
| -------------------------------------------------- | ---------------------- | --------- | ------------------------------------------------------------------------------- |
| Besha Tuffa                                        | 100m (m)               | 62e       | serie 4: 8ste in 11,55                                                          |
| Besha Tuffa                                        | 200m (m)               | 53e       | serie 8: 6de in 23,18                                                           |
| Asfaw Deble                                        | 400m (m)               | 49e       | serie 1: 6de in 49,77                                                           |
| Nigusse Bekele                                     | 800m (m)               | 28e       | serie 6: 4de in 1.51,1                                                          |
| Atre Bezabeh                                       | 800m (m)               | 33e       | serie 5: 5de in 1.52,7                                                          |
| Abebe Zerihun                                      | 800m (m)               | 26e       | serie 1: 5de in 1.50,3                                                          |
| Kassa Balcha                                       | 1500m (m)              | 20e       | serie 4: 6de in 3.43,1                                                          |
| Nigusse Bekele                                     | 1500m (m)              | 27e       | serie 3: 7de in 3.45,8                                                          |
| Haile Zeru                                         | 1500m (m)              | 26e       | serie 2: 6de in 3.45,7                                                          |
| Mohamed Kedir                                      | 5000m (m)              | 12e       | serie 2: 2de in 13.42,7 halve finale 2: 1ste in 13.28,6 finale: 12de in 13.34,2 |
| Yohannes Mohamed                                   | 5000m (m)              | 10e       | serie 3: 5de in 13.45,8 halve finale 1: 1ste in 13,39,4 finale: 10de in 13.28,4 |
| Miruts Yifter                                      | 5000m (m)              | Goud      | serie 1: 1ste in 13.44,4 halve finale 1: 2de in 13.40,0 finale: 1ste in 13.21,0 |
| Mohamed Kedir                                      | 10000m (m)             | Brons     | serie 1: 1ste in 28.16,38 finale: 3de in 27.44,64                               |
| Tolossa Kotu                                       | 10000m (m)             | 4e        | serie 3: 1ste in 28.55,26 finale: 4de in 27.46,47                               |
| Miruts Yifter                                      | 10000m (m)             | Goud      | serie 2: 1ste in 28.41,68 finale: 1ste in 27.42,69                              |
| Eshetu Tura                                        | 3000m steeplechase (m) | Brons     | serie 1: 2de in 8.23,8 halve finale 1: 2de in 8.16,2 finale: 3de in 8.13,6      |
| Girma Wolde-Hana                                   | 3000m steeplechase (m) | 26e       | serie 2: 8ste in 8.54,6                                                         |
| Hailu Wolde-Tsadik                                 | 3000m steeplechase (m) | 18e       | serie 3: 8ste in 8.41,0 halve finale 2: 8ste in 8.35,0                          |
| Atre Bezabeh Asfaw Deble Kumela Fituma Besha Tuffa | 4x400m (m)             | 20e       | serie 2: 7de in 3.18,2                                                          |
| Moges Alemayehu                                    | marathon (m)           | 24e       | 2:18.40                                                                         |
| Kebede Balcha                                      | marathon (m)           | DNF       | niet gefinisht                                                                  |
| Dereje Nedi                                        | marathon (m)           | 7e        | 2:12.44                                                                         |
| Tekeste Mitiku                                     | 20km snelwandelen (m)  | 23e       | 1:45.45,7                                                                       |
| Hunde Toure                                        | 20km snelwandelen (m)  | 16e       | 1:37.16,6                                                                       |
| Abebe Gessese                                      | verspringen (m)        | 30e       | kwalificatie groep B: 13de met 6,66m                                            |
| Yadessa Kuma                                       | hink-stap-springen (m) | 21e       | kwalificatie groep B: 12de met 13,60m                                           |
| Milkessa Chalchisa                                 | speerwerpen (m)        | 18e       | kwalificatie: 18de met 51,04m                                                   |
|                                                    |                        |           |                                                                                 |
| Fantaye Sirak                                      | 800m (v)               | 21e       | serie 1: 7de in 2.08,7                                                          |
| Amsale Woldegibriel                                | 1500m (v)              | 20e       | serie 1: 10de in 4.25,3                                                         |

### Boksen
| Olympiër      | Discipline  | Resultaat | Prestatie                                                                                       |
| ------------- | ----------- | --------- | ----------------------------------------------------------------------------------------------- |
| Beruk Asafaw  | -48kg (m)   | 17e       | 1ste ronde: V van FIN Juntumaa: knock-out                                                       |
| Hassan Sherif | -51kg (m)   | 9e        | 1ste ronde: W van GUI Aguibou: gediskwalificeerd 2de ronde: V van BUL Lesov: 0-5                |
| Ayele Mohamed | -54kg (m)   | 9e        | 1ste ronde: W van AFG Nesar: 5-0 2de ronde: V van CUB Hernandez: scheidsrechterlijke beslissing |
| Leoul Neeraio | -57kg (m)   | 9e        | 1ste ronde: W van SEY Zialor: 3-2 2de ronde: V van BRA Dal Rovere: 0-5                          |
| Tadesse Haile | -60kg (m)   | 17e       | 1ste ronde: V van ROU Livadaru: gediskwalificeerd                                               |
| Ebrahim Saide | -63,5kg (m) | 17e       | 1ste ronde: V van PUR Molina: 0-5                                                               |
| Kebede Sahilu | -67kg (m)   | 9e        | 1ste ronde: W van SLE Sisay: gediskwalificeerd 2de ronde: V van POL Szczerba: 0-5               |
| Seifu Retta   | -71kg (m)   | 17e       | 1ste ronde: V van UGA Kabuto: 0-5                                                               |

### Wielersport
| Olympiër                                                             | Discipline         | Resultaat | Prestatie      |
| -------------------------------------------------------------------- | ------------------ | --------- | -------------- |
| Zeragaber Gebrehiwot                                                 | wegwedstrijd (m)   | DNF       | niet gefinisht |
| Jemal Rogora                                                         | wegwedstrijd (m)   | DNF       | niet gefinisht |
| Tilahun Woldesenbet                                                  | wegwedstrijd (m)   | DNF       | niet gefinisht |
| Musse Yohannes                                                       | wegwedstrijd (m)   | DNF       | niet gefinisht |
| Tilahun Alemayehu Ayele Mekonnen Tadesse Mekonnen Haile Micael Kedir | ploegentijdrit (m) | 23e       | 2:35.47,8      |

Afghanistan · Algerije · Andorra · Angola · Australië · België · Benin · Birma · Botswana · Brazilië · Bulgarije · Colombia · Congo-Brazzaville · Costa Rica · Cuba · Cyprus · Denemarken · Dominicaanse Republiek · Duitse Democratische Republiek · Ecuador · Ethiopië · Finland · Frankrijk · Griekenland · Groot-Brittannië · Guatemala · Guinee · Guyana · Hongarije · Ierland · IJsland · India · Irak · Italië · Jamaica · Joegoslavië · Jordanië · Kameroen · Koeweit · Laos · Lesotho · Libanon · Liberia · Libië · Luxemburg · Madagaskar · Mali · Malta · Mexico · Mongolië · Mozambique · Nederland · Nepal · Nicaragua · Nieuw-Zeeland · Nigeria · Noord-Korea · Oeganda · Oostenrijk · Peru · Polen · Portugal · Puerto Rico · Roemenië · San Marino · Senegal · Seychellen · Sierra Leone · Sovjet-Unie · Spanje · Sri Lanka · Syrië · Tanzania · Trinidad en Tobago · Tsjecho-Slowakije · Venezuela · Vietnam · Zambia · Zimbabwe · Zweden · Zwitserland